# 57. ceremonia wręczenia Oscarów
57. ceremonia rozdania Oscarów odbyła się 25 marca 1985 roku w Dorothy Chandler Pavilion w Los Angeles.

## Wykonawcy piosenek
- „Ghostbusters” – Ray Parker Jr. & Dominick DeLuise
- „Let’s Hear It for the Boy” – Deniece Williams
- „Against All Odds (Take a Look at Me Now)” – Ann Reinking
- „Footloose” – Debbie Allen
- „I Just Called to Say I Love You” – Diana Ross

## Laureaci

### Najlepszy film
- Saul Zaentz – Amadeusz
- David Puttnam – Pola śmierci
- John Brabourne, Richard B. Goodwin – Podróż do Indii
- Arlene Donovan – Miejsca w sercu
- Norman Jewison, Ronald L. Schwary, Patrick J. Palmer – Opowieści żołnierza

### Najlepsza reżyseria
- Miloš Forman – Amadeusz
- Woody Allen – Danny Rose z Broadwayu
- Roland Joffé – Pola śmierci
- David Lean – Podróż do Indii
- Robert Benton – Miejsca w sercu

### Najlepszy aktor
- F. Murray Abraham – Amadeusz
- Tom Hulce – Amadeusz
- Sam Waterston – Pola śmierci
- Jeff Bridges – Gwiezdny przybysz
- Albert Finney – Pod wulkanem

### Najlepszy aktor drugoplanowy
- Haing S. Ngor – Pola śmierci
- Ralph Richardson – Greystoke: Legenda Tarzana, władcy małp (nominacja przyznana pośmiertnie)
- Pat Morita – Karate Kid
- John Malkovich – Miejsca w sercu
- Adolph Caesar – Opowieści żołnierza

### Najlepsza aktorka
- Sally Field – Miejsca w sercu
- Vanessa Redgrave – Bostończycy
- Jessica Lange – Pułapka
- Judy Davis – Podróż do Indii
- Sissy Spacek – Rzeka

### Najlepsza aktorka drugoplanowa
- Peggy Ashcroft – Podróż do Indii
- Glenn Close – Urodzony sportowiec
- Lindsay Crouse – Miejsca w sercu
- Geraldine Page – Papież z Greenwich Village
- Christine Lahti – Szybka zmiana

### Najlepszy scenariusz oryginalny
- Robert Benton – Miejsca w sercu
- Daniel Petrie Jr., Danilo Bach – Gliniarz z Beverly Hills
- Woody Allen – Danny Rose z Broadwayu
- Gregory Nava, Anna Thomas – El Norte
- Lowell Ganz, Babaloo Mandel, Bruce Jay Friedman, Brian Grazer – Plusk

### Najlepszy scenariusz adaptowany
- Peter Shaffer – Amadeusz
- Robert Towne, Michael Austin – Greystoke: Legenda Tarzana, władcy małp
- Bruce Robinson – Pola śmierci
- David Lean – Podróż do Indii
- Charles Fuller – Opowieści żołnierza

### Najlepsze zdjęcia
- Chris Menges – Pola śmierci
- Miroslav Ondříček – Amadeusz
- Caleb Deschanel – Urodzony sportowiec
- Ernest Day – Podróż do Indii
- Vilmos Zsigmond – Rzeka

### Najlepsza scenografia i dekoracje wnętrz
- Patrizia Von Brandenstein i Karel Cerny – Amadeusz
- Albert Brenner, Rick Simpson – 2010: Odyseja kosmiczna
- Richard Sylbert, George Gaines – Cotton Club
- John Box, Hugh Scaife – Podróż do Indii
- Mel Bourne, Angelo P. Graham, Bruce Weintraub – Urodzony sportowiec

### Najlepsze kostiumy
- Theodor Pištěk – Amadeusz
- Patricia Norris – 2010: Odyseja kosmiczna
- Jenny Beavan, John Bright – Bostończycy
- Judy Moorcroft – Podróż do Indii
- Ann Roth – Miejsca w sercu

### Najlepsza muzyka
- Maurice Jarre – Podróż do Indii
- John Williams – Indiana Jones i Świątynia Zagłady
- Randy Newman – Urodzony sportowiec
- John Williams – Rzeka
- Alex North – Pod wulkanem

### Najlepsza muzyka z piosenkami
- Prince – Purpurowy deszcz
- Jeff Moss – Muppety na Manhattanie
- Kris Kristofferson – Tekściarz

### Najlepsza piosenka
- „I Just Called To Say I Love You” – Kobieta w czerwieni – Stevie Wonder
- „Against All Odds (Take a Look at Me Now)” – Przeciw wszystkim – Phil Collins
- „Footloose” – Footloose – muzyka: Kenny Loggins; słowa: Dean Pitchford
- „Let’s Hear It for the Boy” – Footloose – Tom Snow, Dean Pitchford
- „Ghostbusters” – Pogromcy duchów – Ray Parker Jr.

### Najlepszy dźwięk
- Mark Berger, Tom Scott, Todd Boekelheide, Christopher Newman – Amadeusz
- Michael J. Kohut, Aaron Rochin, Carlos Delarios, Gene S. Cantamessa – 2010: Odyseja kosmiczna
- Bill Varney, Steve Maslow, Kevin O’Connell, Nelson Stoll – Diuna
- Graham V. Hartstone, Nicolas Le Messurier, Michael A. Carter, John W. Mitchell – Podróż do Indii
- Nick Alphin, Robert Thirlwell, Richard Portman, David M. Ronne – Rzeka

### Najlepszy montaż
- Jim Clark – Pola śmierci
- Nena Danevic, Michael Chandler – Amadeusz
- Barry Malkin, Robert Q. Lovett – Cotton Club
- David Lean – Podróż do Indii
- Donn Cambern, Frank Morriss – Miłość, szmaragd i krokodyl

### Najlepszy montaż dźwięku (nagroda specjalna)
- Kay Rose – Rzeka

### Najlepsze efekty specjalne
- Dennis Muren, Micheal McAlister, Lorne Peterson, George Gibbs – Indiana Jones i Świątynia Zagłady
- Richard Edlund, Neil Krepela, George Jenson, Mark Stetson – 2010: Odyseja kosmiczna
- Richard Edlund, John Bruno, Mark Vargo, Chuck Gaspar – Pogromcy duchów

### Najlepsza charakteryzacja
- Paul LeBlanc, Dick Smith – Amadeusz
- Michael Westmore – 2010: Odyseja kosmiczna
- Rick Baker, Paul Engelen – Greystoke: Legenda Tarzana, władcy małp

### Najlepszy film nieangielskojęzyczny
- Szwajcaria: Richard Dembo – Przekątna gońca
- Argentyna: María Luisa Bemberg – Camila
- Izrael: Uri Barbasz – Za murami
- Hiszpania: José Luis Garci – Sesja ciągła
- ZSRR: Piotr Todorowski – Romans polowy

### Pełnometrażowy film dokumentalny
- Rob Epstein i Richard Schmiechen – Czasy Harveya Milka
- Charles Guggenheim i Nancy Sloss – High Schools
- Alex W. Drehsler i Frank Christopher – In the Name of the People
- Karel Dirka i Zev Braun – Marlena
- Cheryl McCall – Streetwise

### Krótkometrażowy film dokumentalny
- Marjorie Hunt, Paul Wagner – The Stone Carvers
- Gary Bush, Paul T.K. Lin – Children of Soong Ching Ling
- Ben Achtenberg, Joan Sawyer – Code Gray: Ethical Dilemmas in Nursing
- Lawrence R. Hott, Roger M. Sherman – The Garden of Eden
- Irina Kalinina – Vospominaniye o Pavlovske

### Krótki film animowany
- Jon Minnis – Charade
- Morton Schindel, Michael Sporn – Doctor DeSoto
- Ishu Patel – Paradise

### Krótki film przyrodniczy
- Mike Hoover – Up
- Michael MacMillan, Janice L. Platt – The Painted Door
- Sharon Oreck, Lesli Linka Glatter – Tales of Meeting and Parting

### Oscar Honorowy
- The National Endowment – dla sztuki w dwudziestą rocznicę powstania za poświęcenie we wspieraniu działalności artystycznej, kreatywności i doskonałości w każdej dziedzinie sztuki
- James Stewart – za pięćdziesiąt lat wspaniałych kreacji aktorskich, za wielkie ideały zarówno na jak i poza sceną, z szacunkiem i zaangażowaniem swoich kolegów

### Nagroda im. Gordona E. Sawyera
- Linwood G. Dunn